# Carlos Seixas (Basketballspieler)
Carlos Manuel Azevedo de Seixas (* 19. Juni 1972 in Vila Real) ist ein ehemaliger portugiesischer Basketballspieler.

## Laufbahn

### Spieler
Der 1,92 Meter große Spieler der Shooting-Guard-Position gehörte ab 1991 zur Profimannschaft des FC Porto, 1993 wechselte er zu Benfica Lissabon. Mit der Mannschaft aus der Hauptstadt wurde Seixas 1994 und 1995 portugiesischer Meister.
In der Sommerpause 1997 unterschrieb er einen Vertrag beim deutschen Bundesligisten TV Tatami Rhöndorf. Seixas war im Laufe der Saison 1997/98 mit 12,5 Punkten je Begegnung viertbester Korbschütze der Rhöndorfer, mit denen er das Bundesliga-Viertelfinale erreichte. Nach einem Jahr in der Bundesliga ging der Portugiese zu Benfica Lissabon zurück. Nachdem er in der Saison 2000/01 für Benfica Mittelwerte von 19,8 Punkte, 4 Korbvorlagen und 2,9 Rebounds je Begegnung erzielt hatte, schloss er sich im Sommer 2001 dem Ligarivalen UD Oliveirense an. 2006 gewann er mit der Mannschaft den Landesmeistertitel und ging im Vorfeld des Spieljahres 2006/07 zu CA Queluz. Ab 2007 spielte er beim SC Lusitânia. 2008/09 verstärkte er Belenenses Lissabon.
Seixas war portugiesischer Nationalspieler, er trat mit der Auswahl seines Landes mehrfach bei der Qualifikation zur Europameisterschaft an.

### Trainer und Fernsehkommentator
Er gehörte als Assistenztrainer zum Stab der portugiesischen Nationalauswahl und arbeitete als Fernsehkommentator. 2016 wurde er Assistenztrainer bei Benfica Lissabon. Zur Saison 2020/21 wurde er Cheftrainer der U22-Mannschaft von Benfica Lissabon.